# Zokni Csereprogram
A Zokni Csereprogram egy környezetvédelmi program, mely során a használt zoknikat újrahasznosítják és tűnemezelt filcet készítenek belőle, így csökkentve a kibocsátott hulladék mennyiségét. Ötletgazdája Csányi Zoltán.

## Története, célja
A kezdeményezés 2014-ben, a Föld napján, április 22-én, a Szegedi Füvészkertben a helyi Környezetgazdálkodási Kht. támogatásával indult, a környezetvédelem nevében. Célja, hogy lehetőséget biztosítson a használt zoknik kezelésére, újrahasznosítására, ezzel csökkentve a keletkező hulladékmennyiséget és ökolábnyomot. Az összegyűjtött zoknikból tűnemezelt filc készül, amelyet használnak hőszigetelésre, kertészeti munkákhoz, csőszerelők, valamint a festők munkájához. A program alapítója, ötletgazdája Csányi Zoltán. A szervezet célja a kezdetektől fogva a nonprofit forma hosszú távú fenntartása. A programban nagy hangsúlyt fektetnek a környezettudatos nevelésre, ezért számos iskolában szerveztek már zoknigyűjtést, tartottak előadásokat ennek fontosságáról és környezetvédelmi hasznáról a diákoknak és tanáraiknak. 2020. október 2-ig összesen 17 tonna zoknit hasznosítottak újra, megspórolva ezzel 2780 család éves ivóvízfogyasztásának megfelelő mennyiségű vizet.
A Zokni Csereprogramban résztvevők környezetvédő cselekedetét egy, a Dressa webáruházban felhasználható kuponnal jutalmazzák a szervezők.